# 3680 Sasha
3680 Sasha è un asteroide della fascia principale. Scoperto nel 1987, presenta un'orbita caratterizzata da un semiasse maggiore pari a 2,2256351 UA e da un'eccentricità di 0,0637664, inclinata di 5,50576° rispetto all'eclittica.